# Baktrer
Die Baktrer (auch Baktrier, chinesisch Ta-Hia) waren ein iranisches Volk der Antike in Baktrien zwischen dem Fluss Amudarja, dem antiken Oxos, und dem Hindukusch-Gebirge, im heutigen nördlichen Afghanistan gelegen. Die Hauptstadt der Baktrer hieß Baktra, das heutige Balch.
Die Baktrer sind als Teil der arischen oder iranischen Völker im 2. Jahrtausend v. Chr. in das nach ihnen benannte Land eingewandert und wurden dort sesshaft. Sie waren Indogermanen aus der sogenannten „Satem“-Gruppe, zu der unter anderem auch die Meder, Perser, Sogder, Choresmier und die arischen Eroberer Indiens (Indoarier) gehörten.

## Geschichte
Baktrien wurde im 7. Jahrhundert v. Chr. Teil des Reiches der Meder und ab ungefähr 550 v. Chr. Teil des Perserreichs der Achämeniden.
329 v. Chr. wurde Baktrien von Alexander dem Großen erobert. Unter Alexander wurden zirka 50.000 Griechen als Militärkolonisten in Baktrien angesiedelt und nach seinem Tode gezwungen dort zu bleiben. Bis 239 v. Chr. gehörten sie zum Seleukidenreich und machten sich dann als Oberschicht des Griechisch-Baktrischen Reiches selbständig. In der Folgezeit gingen die Griechen in der baktrischen Bevölkerung auf. Ihr durch innere Fehden zerrissenes Reich wurde ab 130 v. Chr. durch die aus Ost-Turkestan verdrängten Yuezhi (Tocharer) und deren Verbündete, wie die Saken und Parther, erobert. Die Tocharer begründeten in der Folgezeit das Reich der Kuschana mit Baktrien als Zentrum. Auch die Kuschanen verschmolzen in der Folgezeit ganz mit den Baktriern. Später drangen weitere Völker in diesen Raum ein, darunter die Chioniten, Kidariten, Alchon- und Nezak-Gruppe sowie die Hephthaliten.
Während der Kuschano-Sassaniden-Zivilisation verschmolzen die Baktrier daraufhin bis zur Islamisierung vollkommen mit den benachbarten iranischen Völkern wie den Sogdiern und den Persern.
Heute weiß man kaum noch etwas über die ursprüngliche baktrische Kultur und Sprache. Nur mühsam können aufgrund neuer archäologischer Entdeckungen in Afghanistan und Zentralasien gewisse sprachliche und kulturelle Elemente rekonstruiert werden. Man weiß nur, dass sie ursprünglich Avestisch sprachen und später einen Dialekt des Alt-Persischen. Herodot berichtet, dass die iranischen Stämme alle eine Sprache sprechen, jedoch in verschiedenen Dialekten mit eigentümlichen Besonderheiten.